# Pierre-André Geiser
Pierre-André Geiser (* 23. April 1961 in Tramelan) ist ein Schweizer Meisterlandwirt und seit 2015 Verwaltungsratspräsident der Fenaco Genossenschaft sowie ehemaliger Politiker (SVP).

## Leben und Wirken
1981 trat Geiser der Schweizerischen Volkspartei (SVP) von Tavannes bei.
Vom 1. Juni 2010 bis am 15. Juni 2012 war er Mitglied des Grossen Rates des Kantons Bern. Seit 2015 ist er Verwaltungsratspräsident der Fenaco Genossenschaft. 2026 tritt er zurück. Ausserdem ist er Vorstandsmitglied des Schweizer Bauernverbandes.
Er ist verheiratet und Vater von fünf Kindern.